# Gcaleka timoli
Gcaleka timoli är en insektsart som beskrevs av Davies 1988. Gcaleka timoli ingår i släktet Gcaleka och familjen dvärgstritar. Inga underarter finns listade i Catalogue of Life.